# Исаков, Геннадий Алексеевич
Геннадий Алексеевич Исаков (1926 — 2009) — советский хозяйственный деятель, один из шестнадцати кавалеров двух орденов Дружбы народов, почётный гражданин Вятскополянского района (2001).

## Биография
Родился в русской семье служащих, русский. Окончил три курса Кировского педагогического института. С 1941 до 1943 работал слесарем Уржумского леспромхоза в Кировской области. Затем служил в РККА, после чего вернулся в Уржумский район, где стал помощником директора, начальником ремонтных мастерских леспромхоза с 1950 до 1952. Потом с 1952 до 1953 работал инструктором районного комитета КПСС, с 1953 до 1954 секретарём партийной организации МТС, с 1954 до 1955 секретарём районного комитета партии по зоне Лопьяльской МТС. После окончания Горьковской высшей партийной школы в 1959 становится вторым секретарём Сунского районного комитета партии, в том же году переходит на должность заведующего отделом пропаганды и агитации Куменского районного комитета партии, на которой работает до 1962. С 1962 до 1965 работал на должности секретаря Вятскополянского городского комитета партии. С 1965 до 1966 был инструктором отдела пропаганды и агитации Кировского областного комитета партии. Затем в течение 21 года, с марта 1966 до марта 1987, являлся председателем районного исполнительного комитета Вятскополянского района. Награждён орденами, медалями и знаками «Отличник гражданской обороны» (1974), «Отличник службы быта» (1980).